# Вільям Андрес
 
Вільям «Білл» Андрес молодший (2 серпня 1925 — 23 вересня 2010) — канадський політик і фермер. Він був обраний до Палати громад Канади на виборах 1974 року як член Ліберальної партії, щоб представляти Онтаріо верхи Лінкольна. Він працював парламентським секретарем державного міністра (мультикультуралізм) між 1977 і 1979 роками. Він також був членом різних постійних комісій. Через перерозподіл він балотувався в Сент-Катарінс на виборах 1979 року і зазнав поразки. Він балотувався в Ніагарському водоспаді як кандидат від Партії християнської спадщини Канади на федеральних виборах 1988 року і також зазнав поразки.

## Зовнішні посилання
1. 1 2  Бібліотека парламенту — 1876.